# Juditha completa
Juditha completa är en fjärilsart som beskrevs av Percy I. Lathy 1904. Juditha completa ingår i släktet Juditha och familjen Riodinidae. Inga underarter finns listade i Catalogue of Life.